# Lewałd Wielki
Lewałd Wielki (Duits: Groß Lehwalde)  is een dorp in de Poolse woiwodschap Ermland-Mazurië en ligt in het district ostrodzki en ligt in de landgemeente dąbrówno. Lewałd Wielki ligt  2 kilometer ten noordwesten van Dąbrówno, 28 kilometer ten zuiden van Ostróda en 50 kilometer ten zuidwesten van Olsztyn. Lewałd Wielki heeft zo'n 240 inwoners.